# Wspólnota administracyjna Königsbrück
Wspólnota administracyjna Königsbrück (niem. Verwaltungsgemeinschaft Königsbrück) – wspólnota administracyjna w Niemczech, w kraju związkowym Saksonia, w okręgu administracyjnym Drezno, w powiecie Budziszyn. Siedziba wspólnoty znajduje się w mieście Königsbrück.
Wspólnota administracyjna zrzesza jedną gminę miejską oraz dwie gminy wiejskie: 
- Königsbrück
- Laußnitz
- Neukirch